# Rottamopoli
Rottamopoli (titolo originale Krempoli - ein Platz für wilde Kinder) è una serie televisiva per ragazzi in 10 puntate prodotta nella Repubblica Federale Tedesca, diretta da Michael Verhoeven, andata in onda per la prima volta nel 1975 in Germania su ARD e in seguito in altri paesi. In Italia fu trasmessa nell'ottobre del 1978 sulla Rete 1 nella fascia preserale.
Gli episodi originali venivano proposti in due parti della durata di circa 25 minuti ciascuno. Sono stati così realizzati 20 episodi  (pagati, all'epoca, 5 milioni di lire cadauno) che narravano le gesta di un gruppo di ragazzini che avevano come quartier generale il chiosco-baracca adiacente ad una discarica. Gli scontri con le bande rivali ricordano le atmosfere de "I ragazzi della via Pal", de "La guerra dei bottoni" e simili.
La serie è ambientata a Monaco di Baviera negli anni '70 e narra le vicende di un gruppo di ragazzini che non trova un posto nel quale poter giocare liberamente e senza imposizioni da parte degli adulti.
Il proprietario di un centro raccolta di rottami concede loro l'uso del suo spazio, aiutandoli a crearvi una sorta di parco avventura.
L'esistenza di "rottamopoli" è osteggiata dagli adulti - genitori, vicini del campo, autorità - e i ragazzi si ingegnano in molti modi per difendere il loro spazio.
Nell'ultimo episodio il campo sarà infine smantellato.

## Episodi
| nº | Titolo originale    | Titolo italiano | Prima TV Germania | Prima TV Italia |
| -- | ------------------- | --------------- | ----------------- | --------------- |
| 1  | Die Gründung        |                 | 5 gennaio 1975    |                 |
| 2  | Die Feuertaufe      |                 | 12 gennaio 1975   |                 |
| 3  | Scheibenkleister    |                 | 19 gennaio 1975   |                 |
| 4  | Das Baumhaus        |                 | 26 gennaio 1975   |                 |
| 5  | Die Explosion       |                 | 2 febbraio 1975   |                 |
| 6  | Die Aufsichtsperson |                 | 9 febbraio 1975   |                 |
| 7  | Der Überfall        |                 | 16 febbraio 1975  |                 |
| 8  | Der Wettkampf       |                 | 23 febbraio 1975  |                 |
| 9  | Der Unruheherd      |                 | 2 marzo 1975      |                 |
| 10 | Theater             |                 | 9 marzo 1975      |                 |